# Циркуляр по управлению Московским учебным округом
«Циркуля́р по управле́нию Моско́вским уче́бным о́кругом» — официальное издание Московского учебного округа, выходившее ежемесячно в Москве с 1862 по 1911 год.

## История
«Циркуляр по управлению Московским учебным округом» выходил в Москве ежемесячно с 1862 по 1911 год. В 1867 году, 1871—1874 гг. издавался нерегулярно, но не менее 12 раз в год.
В 1864 году переименован в «Циркуляр по Московскому учебному округу». Журнал публиковал официальные документы: высочайшие повеления, распоряжения министра народного просвещения, приказы по Московскому учебному округу.
С 1875 года выходил в двух отделах, каждый из которых имел особую нумерацию. В первом отделе помещались правительственные распоряжения по гимназиям, прогимназиям, реальным училищам, а также общие распоряжения, относящиеся к учебным заведениям всех разрядов. Во втором отделе содержались правительственные распоряжения по Московскому учительскому институту, учительской семинарии и всем училищам, состоявшим в ведении директоров народных училищ и училищных советов.
В 1908 году был издан «Алфавитный указатель к „Циркулярам по Московскому учебному округу“» за 1902—1907, составитель Е. Стефанович.